# Michaela Conlin
Michaela Conlin (født 9. juni 1978) er en amerikansk scene-og tv-skuespiller, bedst kendt for sit arbejde på Fox Tv-serien Bones, som Angela Montenegro.

## Filmografi

### Tv
- Law & Order (2001) – Rocky
- The Division (2002)
- MDs (2002) – Dr. Maggie Yang
- JAG (2003) – Lt. Mary Nash
- The D.A. (2004) – Jinette McMahon
- Bones (2005–2017) – Angela Montenegro

### Film
- Love the Hard Way (2001) – Cara
- Pipe Dream (2002) – TV reporter
- Garmento (2002) – Marcy
- Open Window (2006) – Miranda
- Fortryllet (2007) – May